# 蕭蒲奴
萧蒲奴（?—?），遼朝（契丹）将领，字留隐，契丹突呂不部出身，奚王楚不宁的后裔。
萧蒲奴幼年孤贫，佣于医家牧牛。医家教他读书，不数年，涉猎经史。精于骑射。开泰年间，选充护卫，因罪流放乌古部。召还，官至奚六部大王，有政绩。太平九年（1029年），大延琳在东京反辽，萧蒲奴为都监，率领右翼军，在蒲水大战，于首山追击败敌，围东京（今辽宁辽阳），擒大延琳，以功加兼侍中。重熙六年（1037年），改北阻卜副都署，授奚六部大王。重熙十五年（1046年），为西南面招讨使，两次西征西夏，第一次大军虽败，守桥有功。第二次大掠而还。复为奚六部大王。致仕，卒。

## 延伸阅读
[在维基数据编辑]
 《遼史·卷87》，出自脱脱《遼史》